# Онанкок (Вирџинија)
Онанкок (енгл. Onancock) град је у америчкој савезној држави Вирџинија. По попису становништва из 2010. у њему је живело 1.263 становника.

## Демографија
Према попису становништва из 2010. у граду је живело 1.263 становника, што је 262 (17,2%) становника мање него 2000. године.
| Група             | 2000.       | 2010.       |
| Белци             | 985 (64,6%) | 743 (58,8%) |
| Афроамериканци    | 479 (31,4%) | 434 (34,4%) |
| Азијати           | 1 (0,1%)    | 13 (1,0%)   |
| Хиспаноамериканци | 44 (2,9%)   | 53 (4,2%)   |
| Укупно            | 1.525       | 1.263       |